# Галійка
Галі́йка — село в Україні, у Зіньківській міській громаді Полтавського району Полтавської області. Населення становить 54 осіб.

## Географія
Село Галійка знаходиться на відстані 1 км від села Покровське. По селу протікає пересихаючий струмок з загатою.

## Населення

### Мова
Розподіл населення за рідною мовою за даними перепису 2001 року:
| Мова       | Кількість | Відсоток |
| ---------- | --------- | -------- |
| українська | 53        | 98.15%   |
| російська  | 1         | 1.85%    |
| Усього     | 54        | 100%     |

## Історія
1859 року у власницькому хуторі налічувалось 2 двори, мешкало 20 осіб (9 чоловічої статі та 11 — жіночої) .
В селі народився український письменник ХІХ століття Йосип Захарченко.
У Національній книзі пам'яті жертв Голодомору 1932—1933 років в Україні перелічено 7 жителів села, що загинули від голоду.
12 червня 2020 року, відповідно до розпорядження Кабінету Міністрів України № 721-р «Про визначення адміністративних центрів та затвердження територій територіальних громад Полтавської області», село увійшло до складу Зіньківської міської громади.
19 липня 2020 року, в результаті адміністративно - територіальної реформи та ліквідації Зіньківського району, село увійшло до складу новоутвореного Полтавського району Полтавської області.